# Kerestinec
Kerestinec je jedno od naselja u današnjem gradu Sveta Nedelja, čijem poštanskom uredu (broj 10431) i pripadaju.

## Ime
Naziv mjesta dolazi od mađarske riječi "Kereszt" što u prijevodu znači "križ". 
Prema predaji, u blizini kerestinečkog dvorca, koji je bio u vlasništvu hrvatsko-mađarske plemićke obitelji Erdödy, postojala je drvena kapelica svetoga Križa, prema kojoj je mjesto i dobilo ime.

## Stanovništvo
Prema popisu iz 2011. naselje ima 1433 stanovnika, a gustoća je 304,24 st/km²
| broj stanovnika | 220   | 266   | 285   | 421   | 453   | 564   | 579   | 661   | 636   | 695   | 770   | 847   | 949   | 1055  | 1199  | 1433  | 1489  |
|                 | 1857. | 1869. | 1880. | 1890. | 1900. | 1910. | 1921. | 1931. | 1948. | 1953. | 1961. | 1971. | 1981. | 1991. | 2001. | 2011. | 2021. |

## Povijest
Dana 6. veljače 1573. godine u Kerestincu odigrala jedna od bitaka Seljačke bune, u kojoj je podban Gašpar Alapić porazio seljačku vojsku.

U periodu između dva svjetska rata, u Kerestincu su se 1936. ponovo pobunili seljaci, ovoga puta zbog načina na koji je tadašnja srpska žandarmerija postupala prema njima. Tzv. Kerestinečka buna je ugušena uz pomoć vojske, a pobunjenicima su izrečene rigorozne kazne. 

Za vrijeme II. svjetskog rata, dvorac je poslužio ustaškim vlastima kao zatvor. U tom kerestinečkom logoru, živote su izgubili mnogi mladi intelektualci i hrvatski ljevičari, poput Božidara Adžije i Otokara Keršovanija.
U novije doba, Kerestinec je postao središte kulturnog života samoborskog kraja.
Početkom devedesetih, osnivanjem Općine Sveta Nedelja, Kerestinec postaje jedno od naselja u njenom sastavu i započinje snažan gospodarski i društveni razvoj.

## Znamenitosti
- Dvorac Kerestinec

## Kerestinec danas
Nosilac kulturnih aktivnosti, uz župu, je i Kulturno umjetničko društvo Kerestinec (KUD Kerestinec), najstarija udruga na području Kerestinca, te najstarija kulturna udruga Grada Svete Nedelje, osnovana 1932. godine.
Uz KUD, u Kerestincu djeluje i Dobrovoljno vatrogasno društvo Kerestinec (DVD Kerestinec), također s tradicijom vatrogastva u Kerestincu dugom preko pedeset godina. Kerestinčani su, zapravo pioniri vatrogastva u Svetoj Nedelji.
Nositelji sportskog života su Nogometni klub Top Kerestinec, osnovan 1961. godine, te Športsko ribolovno društvo "Som".
Godine 2001. je osnovana župa Uzvišenja sv. Križa koja obuhvaća naselja Kalinovicu i Žitarku.